# Malakichthys levis
Malakichthys levis Yamanoue & Matsuura, 2002 è un pesce osseo di acqua salata appartenente alla famiglia Acropomatidae.

## Distribuzione e habitat
Ne è nota la presenza solo nelle acque a nord dell'Australia tra la penisola di Gove (capo Arnhem) e capo Nord-Ovest. La località tipo è Dampier Archipelago.

## Descrizione
Presenta un corpo compresso lateralmente la cui lunghezza massima registrata è di 15 cm. Le scaglie sono ctenoidi e la pinna caudale è biforcuta. A differenza di molte specie nel genere Malakichthys, non ha una coppia di spine sul mento; da questo deriva l'epiteto specifico levis, "imberbe".
È molto simile a Malakichthys mochizuki.